# Таен комитет за освобождението на Албания
Тайният комитет за освобождението на Албания (на албански: Për lirinë e Shqipërisë) е нелегална революционна организация, основана през ноември 1905 година в Битоля, Османската империя, от Байо Топули и други албански националисти, имаща за цел сецесията на албанските земи от империята.
Дейци на комитета са предимно албански интелектуалци. Основаването на комитета скоро е последванно от появата на много други подобни организации в Южна Албания и из албанските земи.
На 5 май 1907 година клон на комитета е основан от албанската колония в румънската столица Букурещ, наречен Комитет на албанците за свободата на Албания (на албански: Komitet i shqipëtarëve për lirin e Shqipërisë) и в него освен Топули влизат Кристо Мекси, Пандели Евангели, Васил Зографи и Вели Кълцюра.